# Hans Sibbel
Joannes Anthonius Maria (Hans) Sibbel (Amsterdam, 12 november 1958) is een Nederlandse cabaretier, die als Lebbis deel uitmaakt van het duo Lebbis en Jansen.

## Biografie
Hans Sibbel groeide op in Amsterdam. Na de middelbare school studeerde hij van 1977 tot 1985 economie. Na de militaire dienst liet hij zich omscholen van automatiseringsdeskundige tot systeemontwerper. In 1989 leerde hij Dolf Jansen kennen met wie hij sinds 1990 een cabaretduo vormde. Sibbel is een volle neef van presentator Matthijs van Nieuwkerk.

### Carrière
Samen met Dolf Jansen (Lebbis en Jansen) maakte hij van 1990 tot 2006 theaterprogramma's (waaronder veel oudejaarsconferences).
Daarnaast was hij tijdelijk redactielid van het TROS-programma Dit was het nieuws en vier jaar voor "de cabarettafel" Deze week..., onderdeel van het VARA-programma Kopspijkers van presentator Jack Spijkerman.
Sinds 1993 is hij lid van de Comedytrain, de groep van stand-uppers in comedyclub Toomler. In 2002 speelde hij in de productie Lenny, gebaseerd op de stand-upcomedian Lenny Bruce.
In juni 2003 namen Sibbel, Peter Heerschop en Waardenberg en de Jong het reisprogramma 127 wensen op voor Net5. Dit was een combinatie van een reisprogramma en een natuurdocumentaire en werd afgewisseld met stukjes uit het theater, waarin ze een publiek over hun avonturen vertellen.
Vanaf 2000 maakte Sibbel onder de naam Lebbis ook volledige solotheatervoorstellingen. W2P is een uitbreiding op het boek W2P dat Sibbel schreef. Het is een populairwetenschappelijk boek over de evolutie.
Op 23 oktober 2011 won Sibbel met zijn show Branding de Poelifinario, een cabaretprijs voor de cabaretier die het indrukwekkendste programma van het seizoen heeft gemaakt. Volgens de jury won Sibbel de prijs omdat 'hij niet schroomt om levenslessen te geven. Hij vertoont een superieure balans tussen engagement en amusement, en tussen moraliseren en de draak steken.'
In november 2013 werd bij Sibbel de auto-immuunziekte sclerodermie geconstateerd. Op advies van zijn artsen staakte de cabaretier alle activiteiten om zichzelf rust te gunnen. Het programma EZ dat hij voor de VARA zou maken en dat vanaf 29 november 2013 zou worden uitgezonden, werd daarom vervangen door Kassa Groen. Vanaf 10 januari 2014 wordt EZ alsnog uitgezonden, gepresenteerd door Jeroen Smit.
Op 14 juni 2014 trad Hans Sibbel voor het eerst weer op in Comedytrain.
In 2023 maakte hij als duo met muzikant Mattijs Verhallen de voorstelling Het toeval wil.

## Cabaretprogramma's

### Lebbis en Jansen
- 1988: Oudejaars 1988
- 1989: Oudejaars 1989
- 1990: Pas op de hond
- 1990: Oudejaars 1990
- 1991: 2 keer rieleksen voor 1 geld
- 1991: Oudejaars 1991
- 1992: Oudejaars 1992
- 1993: Oudejaars 1993
- 1994: Goedkope oplossingen
- 1994: Oudejaars 1994
- 1995: Oudejaars 1995
- 1996: Lange halen, gauw thuis
- 1996: Oudejaars 1996
- 1997: Overdrijf
- 1997: Oudejaars 1997
- 1998: Als dit Rock'n Roll is zijn wij een wielklem
- 1998: Lebbis of Jansen
- 1998: Oudejaars 1998
- 1999: Einde-eeuws (oudejaarsconference)
- 2000: Oudejaars 2000
- 2001-2002: Hoogwoord
- 2001: Oudejaars 2001
- 2002: Beuken op de bühne
- 2002: Oudejaars 2002
- 2003: Oudejaars 2003
- 2004: Oudejaars 2004
- 2005: Oudejaars 2005
- 2006: Oudejaars 2006
- 2023: Oudejaars 2023 SUBLIEM

### Solo
- 2000: Kingsize
- 2001: Zwart
- 2002-2003: Vuur
- 2005-2006: W2P (welcome to paradise)
- 2007-2008: Het Kwaad
- 2008-2010: Hoe laat begint het schieten?
- 2010-2012: Branding - Pimped
- 2013: Het Grijze gebied
- 2015-2017: De Paardenpoetser
- 2018: De bovengrens
- 2020: De ervaring (De bovengrens II)
- 2022: De ziel (De bovengrens III)
- 2024-: Het Spaanse Kussen

### Lebbis & Verhallen
- 2023: Het toeval wil

## Televisieprogramma's
- Jansen slaat door
- De tro(t)s van Nederland
- telefilm Herman vermoordt mensen - kleine rol als rechercheur